# Хмињани
Хмињани (слч. Chmiňany) насељено је мјесто са административним статусом сеоске општине (слч. obec) у округу Прешов, у Прешовском крају, Словачка Република.

## Становништво
| Година:    | 1994. | 2004.    | 2014.    | 2024.    |
| ---------- | ----- | -------- | -------- | -------- |
| Број људи: | 624   | 783      | 927      | 1069     |
| Разлика:   |       | +25,48 % | +18,39 % | +15,31 % |

| Година:    | 2023. | 2024.   |
| ---------- | ----- | ------- |
| Број људи: | 1058  | 1069    |
| Разлика:   |       | +1,03 % |

Према подацима о броју становника из 2024. године насеље је имало 1069 становника.